# Zeuxine exilis
Zeuxine exilis är en orkidéart som beskrevs av Henry Nicholas Ridley. Zeuxine exilis ingår i släktet Zeuxine och familjen orkidéer.
Artens utbredningsområde är Julön. Inga underarter finns listade i Catalogue of Life.